# آرمسترانگ سیدلی ادر
آرمسترانگ سیدلی ادر (به انگلیسی: Armstrong Siddeley Adder) یک موتور هواگرد ساختِ کارخانهٔ آرمسترانگ سیدلی در کشور بریتانیا است.